# Albert Irvin
Albert Irvin, né le 21 août 1922 à Bermondsey et mort le 26 mars 2015 à Londres, est un peintre britannique.

## Biographie
Albert Irvin commence à peindre peu de temps avant la Seconde Guerre mondiale. Il est mobilisé comme navigateur dans la Royal Air Force de 1940 à 1946. 

De retour à la vie civile, il reprend ses études au Goldsmith College (1946-1950). Il commence à exposer en 1960. Il enseignera au Goldsmith College de 1968 à 1983.
En 1969, il est sélectionné pour l'exposition « Contemporary British Painting » aux États-Unis, aux côtés de Patrick Caulfield, Patrick Heron, John Hoyland, Terry Frost, Ron Kitaj, Bridget Riley, etc.
Depuis, les expositions personnelles se succèdent.
Il est depuis lors représenté par la Galerie Gimpel (Londres), puis par la Galerie Gimpel-Mûller (Paris).
En 1980, John Hoyland le sélectionne pour la Hayward Gallery à Londres où son œuvre est remarquée.
À partir de la fin des années 1980, son œuvre rencontre un succès critique qui lui ouvre les portes des musées anglais, irlandais ou australiens ou de la Serpentine Gallery à Londres.
Sa première rétrospective en France a lieu au Centre d'art contemporain de Meymac en 1998. 

En 2006, il participe au Salon des réalités nouvelles à Paris.
En 1998, il devient membre de la Royal Academy et officier de l'ordre de l'Empire britannique en 2013.

## L'Œuvre
La peinture d'Albert Irvin peut être décrite comme évoquant des paysages urbains, faits de taches de couleurs, énergies lumineuses superposées, appliquées directement sur la toile.

Si les procédés qu'il utilise sont issus de l'École américaine - Colorfield Painting, dripping  -, sa peinture en diffère par l'utilisation d'un vocabulaire prédéterminé à l'œuvre, comme le motif du « quatrefoil ». L'œuvre naît d'un processus organique dans lequel formes et couleurs, intimement liées, donnent naissance au tableau dans une combinatoire kaléidoscopique : certaines parties de l'œuvre peuvent être répétées, d'autres non. Ainsi, les tableaux d'Albert Irvin se décrivent comme fait d'un procédé « constructal » arborescent.

Par convention, les titres de ses tableaux renvoient à des quartiers de Paris (Saint-Germain), de Londres (Victoria), de Dublin (Ely)…

### Citations
(Extraites de Albert Irvin, le ciel déchiré de Erik Levesque, documentaire de 26 min, production Univerne 2003.)
- « Pour commencer, l'espace est le premier élément de la peinture, c'est le lieu ou tout arrive de même que le temps est l'élément premier de la musique. »
- « Ce qui est, pour moi, si important et si crucial, c'est le dialogue entre la surface plate et les implications de la profondeur, de la pénétration. Le dialogue entre la surface et les mouvements crée une projection imaginaire à l'intérieur de la toile. »
- « Une partie de la magie de la peinture est de parcourir une toile avec une simple brosse. Tu explores un espace que tu crées pendant que tu le crées. Et ça c'est MAGIQUE ! »

### Collections publiques
Présent dans de très nombreuses collections publiques britanniques, l'œuvre d'Albert Irvin est particulièrement représenté dans :
- Tate Gallery, Londres, Grande-Bretagne
- Victoria & Albert Museum, Londres, Grande-Bretagne
- Irish Museum of Modern Art, Dublin, Irlande
- Arts Council Collection, Londres, Grande-Bretagne
- Art Gallery of New South Wales, Sydney, Australie
- Neue Galerie der Stadt, Linz, Suisse